# Helena Tichy
Helena Tichy, imię chrzestne Katarzyna (ur. 6 maja 1822 w Pradze, zm. 5 marca 1886 w Cieszynie) – czeska zakonnica, przełożona generalna Zgromadzenia Sióstr Miłosierdzia św. Karola Boromeusza (SCB).

## Biografia
Katarzyna Tichy urodziła się w 1822 w Pradze w rodzinie urzędniczej. Mimo sprzeciwu rodziców, mając dwadzieścia lat, wstąpiła do nowego Zgromadzenia Sióstr Miłosierdzia św. Karola Boromeusza. Obłóczyny zakonne odbyły się w Pradze 22 kwietnia 1842. Najpierw s. Tichy przebywała Mielnika, a następnie w Trzeboniu. W 1844 powróciła do Pragi, gdzie złożyła śluby wieczyste. Po profesji pracowała znowu w Trzeboniu, potem w Libercu, zaś w 1849 została skierowana do Nysy w Królestwie Prus.
S. Tichy przełożoną domu zakonnego w Nysie, gdzie, mimo czasowej nieprzychylności praskich władz zgromadzenia, zorganizowała szkołę dla dziewcząt katolickich, które do tej pory zmuszone były do uczęszczania do szkoły protestanckiej. Organizacji katolickiego szkolnictwa dla dziewcząt w Nysie sprzyjał biskup wrocławski Melchior von Diepenbrock. W 1857 powstała niezależna od Pragi śląska gałąź boromeuszek. Jej przełożoną generalną wybrano 20 czerwca 1857 w Nysie s. Helenę. Podczas wojny francusko-pruskiej w 1870 s. Tichy wraz z 90 innymi siostrami ze swej prowincji zaangażowana była w pomoc medyczną dla rannych. Przebywała m.in. w Mannheim. We wrześniu 1870 udało jej się odwiedzić dom macierzysty w Nancy w okupowanej Francji.
W 1871 boromeuszki przeniosły siedzibę do Trzebnicy. Dzięki przychylności biskupa wrocławskiego Heinricha Förstera siostry zakupiły część zabudowań pocysterskich i urządziły zakład opiekuńczy. Gdy nasiliły się represje wobec Kościoła katolickiego na terenie Królestwa Prus w okresie kulturkampfu, s. Tichy przeniosła w 1875 siedzibę zgromadzenia do Cieszyna, gdzie siostry otwarły nowy klasztor przy Górnym Rynku. Generalat funkcjonował w Cieszynie od 1879. Pozwolenia na osiedlanie się sióstr poza diecezją wrocławską udzielił papież Pius IX w 1877. Pozwolenia na przeniesienie siedziby prowincji i otwarcie nowego nowicjatu w Cieszynie udzielił Leon XIII w 1879. Działalność matki Tichy doprowadziła do otwarcia nowych placówek na terenie Śląska Austriackiego, na Morawach i w Galicji. Za jej urzędowania siostry rozpoczęły prace misyjne na Bliskim Wschodzie, m.in. w Konstantynopolu i Aleksandrii. W czasie urzędowania matki Tichy boromeuszki otwarły 78 nowych placówek (m.in. Aleksandria, Wielkie Oczy, Lwów – seminarium duchowne, Łańcut – fundacja Potockich). Helena Tichy zmarła 5 marca 1886 w Cieszynie. Uroczystościom pogrzebowym 9 marca 1886 przewodniczył bp Franciszek Śniegoń. W 1960 szczątki matki Tichy zostały przeniesione na Cmentarz Komunalny w Cieszynie.

## Upamiętnienie
W 2013 została uhonorowana lampą ufundowaną przez rodzinę oraz przyjaciół umieszczoną na Uliczce Cieszyńskich Kobiet.